# میریام سولومون
میریام سولومون استاد فلسفه آمریکایی و رئیس گروه فلسفه و استاد مطالعات اجتماعی زنان در دانشگاه تمپل است.  کار سولومون بر فلسفه علم ، معرفت شناسی اجتماعی ، معرفت شناسی پزشکی ، اخلاق پزشکی ، و جنسیت و علم متمرکز است.  او علاوه بر فعالیت‌های اجرایی آکادمیک، دو کتاب ( تجربه‌گرایی اجتماعی و ایجاد دانش پزشکی ) و تعداد زیادی مقاله در ژورنال‌های داوری شده منتشر کرده است و در هیئت تحریریه تعدادی از مجلات مهم نیز فعالیت کرده است.   

## تحصیلات و شغل
سولومون در سال 1979 با مدرک لیسانس علوم طبیعی از کالج نیونهام ، دانشگاه کمبریج دانش‌آموخته شد. او در سال 1986 موفق به دریافت دکترای فلسفه از دانشگاه هاروارد شد 
او در حالی که برای دکتری خود کار می کرد در دانشگاه هاروارد مشغول به کار بود و پس از آن در سال 1986 پیش از پذیرش استادیاری در دانشگاه سینسیناتی در سال 1991، استادیاری فلسفه را در دانشگاه تمپل پذیرفت. او در سال 1993 در بخش مطالعات زنان مشغول به کار شد، وی در سال 1994 به دانشیار فلسفه و در سال 2003 به استادی کامل ارتقا یافت  او در حال حاضر رئیس دپارتمان فلسفه دانشگاه تمپل است.  او همچنین در سال 1990-1991 عضو دارنده کرسی استادی ملون در دانشگاه پنسیلوانیا ، مدرس مدعو فلسفه در دانشگاه پنسیلوانیا در سال‌های 1994 و 2003، و مدرس مدعو در دانشگاه بین‌المللی تابستانی وین در سال 2007 بود 
سولومون علاوه بر فعالیت‌های اجرایی آکادمیک، در هیئت تحریریه مجلات متعددی نظیر  معرفت شناسی اجتماعی از سال 1991 تا 1994، هیئت تحریریه مجله Episteme از سال 2002 تا 2005، و هیئت تحریریه فلسفه علم از سال 1994 تا کنون نیز خدمت کرده است.  او همچنین عضو هیئت مدیره انجمن فلسفه علم است، وی ویراستار دایره المعارف فلسفه استنفورد در خصوص موضوعات مرتبط با فلسفه علم  و عضو هیئت مشورتی انجمن فلسفه و پزشکی است.   او همچنین عضو هیئت مشورتی انجمن فلسفه علم در عمل و عضو کمیته راهبری میزگرد بین المللی فلسفه پزشکی است. 

## حوزه های تحقیقاتی
کار سولومون به طور قابل توجهی بر فلسفه علم و همچنین موضوعاتی که در تقاطع پزشکی و فلسفه، معرفت شناسی، اخلاق و جنسیت قرار دارند، متمرکز شده است.   او آثار متعددی در مورد طیف گسترده ای از موضوعات دیگر، از جمله تجربه گرایی رادیکال فمینیستی، تلاقی فمینیسم و یهودیت ارتدوکس، و آثار ویلارد کواین و لارنس بونجور نوشته است.  کتاب تجربه‌گرایی اجتماعی او شرحی اجتماعی از عقلانیت علمی ارائه می‌کند که بر موفقیت تجربی تمرکز دارد و مخالفت با موضوعات طبیعی گوناگون را حالت عادی تحقیق علمی می‌داند.  بیشتر کارهای فعلی سولومون حول محور نوآوری‌های معرفت‌شناسی پزشکی، از جمله پزشکی مبتنی بر شواهد، پزشکی ترجمه و طب روایی بوده است. 

## آثار
میریام سولومون تاکنون دو کتاب به نام‌های تجربه‌گرایی اجتماعی (انتشارات MIT، 2001) و ساختن دانش پزشکی (انتشارات دانشگاه آکسفورد، 2015) منتشر کرده است. او همچنین تعداد زیادی مقاله در مجلاتی مانند مجله فلسفه ، فلسفه علم و Hypatia: A Journal of Feminist Philosophy منتشر کرده است. 

### تجربه گرایی اجتماعی
در کتاب تجربه گرایی اجتماعی ،  سولومون استدلال می کند که مخالفت علمی وضعیتی نیست که نیاز به حل و فصل برای اجماع داشته باشد، بلکه وضعیت عادی تحقیق علمی سالم است. او چارچوب هنجاری را پیشنهاد می کند که عقلانیت علمی را در سطح جامعه علمی به جای فرد دانشمند ارزیابی می کند.   سولومون تلاش می‌کند تا نشان دهد که عقلانیت فردی به اندازه‌ای که معمولاً ادعا می‌شود، یک هنجار مهم نیست، و زمانی که دانشمندان منفرد در مورد جهت‌گیری صحیح تحقیق اختلاف نظر دارند، دلیلی برای نگرانی نیست.   سولومون یافته‌های جامعه‌شناسان، انسان‌شناسان و منتقدان فمینیست علم را جدی می‌گیرد و معتقد است که آنها مدل‌های سنتی فلسفی عقلانیت را زیر سوال می‌برند، اما نیاز به برخی قضاوت‌های هنجاری را از بین نمی‌برند. تا زمانی که همه نظریه‌هایی که دنبال می‌شوند موفقیت‌های تجربی منحصربه‌فردی را به همراه دارند، سولومون استدلال می‌کند که پیگیری آنها ارزشمند است و حتی این موضوع با این دیدگاه رایج که هدف علم حقیقت است، سازگاری دارد.  از نظر سلیمان، نظریه های علمی رقیب حتی می توانند با یکدیگر ناسازگار باشند در حالی که هر یک دارای درجه ای از حقیقت هستند.  در آن زمان نمی‌توان دانست که کدام ویژگی‌های یک نظریه موفق عامل موفقیت تجربی آن است، و نظریه‌های موفق اغلب مفروضات اصلی دارند که نادرست هستند.  تنها در آینده می توان حقیقت «در یک نظریه» را تشخیص داد، وضعیتی که سلیمان «رئالیسم ویگ» را مطرح می کند.   به نظر سلیمان، حتی اگر دانشمندان یا جوامع علمی برای رسیدن به نتایج خود از استدلال ضعیف و شیوه‌های معیوب استفاده کنند، تنها موضوع مهم این است که آیا آنها به موفقیت‌های تجربی جدیدی دست می‌یابند یا نه. 

### ساخت دانش پزشکی
ساختن دانش پزشکی  یک پروژه تحقیقاتی تاریخی و فلسفی در مورد روش های مورد استفاده برای تولید دانش پزشکی است که تاکید بر روش‌هایی دارد که از دهه 1970 توسعه یافته‌اند، به‌ویژه کنفرانس‌های اجماع، پزشکی مبتنی بر شواهد، پزشکی ترجمه‌ای و طب روایتی. این کتاب استدلال می‌کند که دوگانگی آشنا بین هنر و علم پزشکی برای درک این کثرت روش‌ها کافی نیست. سولومون گزارشی کثرت‌گرا از روش‌ها در پزشکی پیشنهاد می‌کند، و نشان می‌دهد که چگونه روش‌های علمی3، تا حدی در واکنش به کاستی‌های درک شده یکدیگر، توسعه یافته‌اند.